# Sallahn
Sallahn (vgl. slawisch sol' "Salz") ist ein Ortsteil der Gemeinde Küsten in der Samtgemeinde Lüchow (Wendland) im niedersächsischen Landkreis Lüchow-Dannenberg. Der Ort liegt 12 km nordwestlich von Lüchow an der Kreisstraße von Lübeln nach Metzingen auf einem Übergangsgürtel zwischen der Hohen Geest und der Jeetzelniederung. Am nördlichen Ortsrand entspringt der Breustianer Mühlenbach.
1450 wird der Ort als Sollan erstmals erwähnt. Zwei Kilometer nordwestlich von Sallahn entsprang 1622 erstmals eine Salzquelle, die als Heilwasser galt und immer wieder versiegte. 1924 wurde an dem Quellort ein Denkstein aufgestellt. Die Einzelgemeinde wurde 1929 mit Klein Witzeetze zu einer Gemeinde zusammengelegt. Im Rahmen der Gemeindegebietsreform wurde 1972 diese Gemeinde zu einem Ortsteil von Küsten. In Sallahn und den umliegenden Dörfern bestand nach der Dannenberger Schulordnung von 1687 eine Reiheschule, die später in Klein Witzeetze ein Gebäude erhielt. Bis 1972 wurde in der Schule unterrichtet. In den 1970er Jahren wurde der Ort um eine Wohnsiedlung erweitert. Die Volkszählung 1987 ergab für Sallahn 27 Einwohner. Im Jahre 2004 hatte das Darf 101 Einwohner. In Sallahn gibt es einen Schützenverein, der einen Schießstand unterhält. Sallahn gehört zur Kirchengemeinde Krummasel.

## Nachweise
1. 1 2  Wendland-Lexikon, Band 2, L–Z, Lüchow 2008, S. 323, 324.
2. ↑  Erster schwuler Schützenkönig. wendland-net, 13. Mai 2012, gesichtet am 3. April 2014.
3. ↑  Schwule Schützen: „Die Reaktion war sehr positiv“. taz.de vom 19. Mai 2014.